# Деринг Харбор (Њујорк)
Деринг Харбор (енгл. Dering Harbor) град је у америчкој савезној држави Њујорк.

## Демографија
По попису из 2010. године број становника је 11, што је 2 (-15,4%) становника мање него 2000. године.
| Група             | 2000.      | 2010.       |
| Белци             | 12 (92,3%) | 11 (100,0%) |
| Афроамериканци    | 0 (0,0%)   | 0 (0,0%)    |
| Азијати           | 0 (0,0%)   | 0 (0,0%)    |
| Хиспаноамериканци | 0 (0,0%)   | 0 (0,0%)    |
| Укупно            | 13         | 11          |